# Юстек, Мирослав
Миросла́в Юстек (пол. Mirosław Justek; 23 сентября 1948, Слупск, Поморское воеводство — 24 января 1998, Познань) — польский футболист, играл на позиции защитника; участник чемпионата мира 1978 года.

## Биография

### Клубная карьера
В 1967 году Юстек присоединился к щецинской «Погони» и постепенно стал основным игроком этой команды. В составе «Погони» он играл в течение девяти сезонов, сыграл 154 матча и забил 13 голов. В 1976 году принял решение перейти в «Лех», но болельщики «Погони» с гневом отреагировали на его переход. Первый сезон в составе «Леха» для Юстека был неудачным, поскольку его клуб боролся за выживание в Высшей лиге, но сохранил своё место в элитном дивизионе. В последующие два сезона Юстек стал одним из ключевых игроков «Леха» и всего сыграл за эту команду 93 матча и забил 10 голов.
В 1979 году переехал в Бельгию и подписал контракт с клубом «Антверпен», в котором за один сезон сыграл 18 матчей и забил 1 гол. Затем он перешёл в «Шарлеруа», в составе которого отыграл два сезона и покинул «зебр» из-за финансовых проблем в команде. Всего за «зебр» Юстек сыграл 57 матчей и забил 1 гол.
Завершил карьеру в любительском клубе «Либрамон».

### Карьера в сборной
В составе сборной Польши принимал участие на чемпионате мира 1978 года, но на турнире был запасным и на поле так и не вышел. Всего за сборную Польши сыграл в трёх матчах, не отметившись забитыми мячами.

### Тренерская карьера
Работал главным тренером в системе молодёжной команды «Лех».

### Смерть
Скончался 24 января 1998 года в Познани в возрасте 49 лет от последствия несчастного случая.